# Heronax wollastoni
Heronax wollastoni är en insektsart som beskrevs av William Lucas Distant 1914. Heronax wollastoni ingår i släktet Heronax och familjen Derbidae. Inga underarter finns listade i Catalogue of Life.